# Alfonso Pérez Gómez-Nieva
Alfonso Pérez Gómez-Nieva (Madrid, 19 de maig de 1859 - Badajoz, 24 de desembre de 1931) fou un escriptor i polític espanyol.

## Biografia
Va estudiar Filosofia i Lletres a la Universitat de Madrid i va treballar com a funcionari al Ministeri d'Instrucció Pública, on arribaria a detenir el càrrec de cap del Negociat d'Instituts Generals i Tècnics. També assoliria el càrrec de subsecretari, cosa que li va permetre exercir de Ministre d'Instrucció Pública i Belles Arts dos cops, tot i que de manera ocasional, durant el directori militar de Primo de Rivera: del 17 de setembre al 21 de desembre de 1923, com a funcionari habilitat; i del 5 d'agost al 24 del mateix mes de 1925, com a interí durant l'absència del titular.
Tanmateix, la seva veritable afició era la literatura. Va col·laborar a Revista de España, La Ilustración Española y Americana, El Imparcial, El Liberal, El Heraldo de Madrid, ABC i Blanco y Negro, signant també com a Alfonso Pérez-Nieva. Va escriure poesies, articles de premsa, notes de viatges i relats. La seva obra reflecteix un naturalisme cristià.

## Obres
- Esperanza y caridad (1885)
- El alma dormida (1889)
- El señor Carrascas (1889)
- Ágata (1897)
- El buen sentido (1905)
- La dulce obscuridad (1907)
- La alemanita (1914)
- El paje de la duquesa (1923)
- El juez, el duque y la comedianta (1931)
- La romántica (1892)
- Por Levante (1892)
- Un viaje a Asturias pasando por León (1895)
- Por la Montaña (1896)
- Por las Rías Bajas (1900)
- Viajando por Europa (1911)